# 可靠度
可靠度（英語：Reliability），指产品在规定的条件下和规定的时间内，无差错地完成规定任务的概率。若一批產品的總數為N，當t = 0時開始使用，隨著時間增加，失效的產品數量r(t)逐漸增加。若產品在任意時間t的可靠度為R(t)，則
{\displaystyle R(t)={\frac {N-r(t)}{N}}}
而不可靠度F(t)則為
{\displaystyle F(t)={\frac {r(t)}{N}}=1-R(t)}
在t时刻尚未失效（发生故障）的产品，在该时刻后单位时间内失效（发生故障）的概率，称为产品的瞬时失效率（故障率）。則失效率（故障率）
{\displaystyle \lambda (t)={\frac {f(t)}{R(t)}}}

## 工程領域應用
可靠度在工程領域的應用上主要專注於安全性，旨在量化系統及其保護性措施的故障概率，需要保護系統免於承受故障發生和不確定性所造成的後果，系統所會遭遇的包含了元件、軟硬體、人員或組織的失效。

## 網路可靠度
網路可靠度 (network reliability) 是可靠度工程領域中的一支，網路可靠度主要是探討一網路圖 {\displaystyle G=(V,E)} 中端點至端點之間成功相連的機率。網路可靠度的應用層面，可探討一網路設計中，組件因隨機發生的失效事件對網路造成的影響。在該領域中，主要能夠分為網路可靠度分析與網路可靠度設計，前者主要研究如何評估一既有網路其網路端點間相連的機率，後者則著重在如何設計一個網路，並使其可靠度最大化。